# Comitatul Cavan
Cavan (în irlandeză An Cabhán) este un comitat (county) în Irlanda.